# Platforma pro život a mír
Platforma pro život a mír (ukrajinsky Платформа за життя та мир, Platforma za žyttja ta myr) je parlamentní skupina v Parlamentu Ukrajiny. Založili ji bývalí členové proruské strany Opoziční platforma – Pro život, která byla zakázána kvůli ruské invazi na Ukrajinu. Skupina podporuje kroky ukrajinské vlády a prezidenta.

## Vznik
Skupina vznikla 21. dubna 2022 a jejím předsedou se stal Jurij Bojko.
Skupina výslovně oznámila, že do ní nepatří Viktor Medvedčuk, Vadim Rabinovič, Vadim Stolar a jejich příznivci, kteří patřili k předchozí straně Opoziční platforma – Pro život. Někteří z těchto politiků opustili Ukrajinu ještě před začátkem invaze nebo jsou na Ukrajině vnímáni jako zmocněnci Ruska.

## Pozadí
Po událostech Euromajdanu Strana regionů de facto zanikla a její bývalí členové založili Opoziční blok.
V parlamentních volbách v roce 2014 se Opoziční blok umístil na čtvrtém místě se ziskem 9,43 % hlasů a 29 mandátů.
Na konci roku 2018 došlo k rozkolu v řadách Opozičního bloku, kdy část bloku vytvořila Opoziční blok – Stranu míru a rozvoje, zatímco druhá část se spojila se stranou Pro život do Opoziční platformy – Pro život (OPZŽ).
V prezidentských volbách v roce 2019 byl kandidátem OPZŽ Jurij Bojko, který získal 11,67 % hlasů a umístil se na 4. místě.
V parlamentních volbách v roce 2019 získala OPZŽ 13,05 % hlasů a umístila se na 2. místě se 43 mandáty.
Po začátku ruské invazi na Ukrajinu zaujala většina členů OPZŽ proukrajinský postoj, i když mezi členy strany byl rozšířený i kolaborantismus.
Činnost proruských stran, včetně OPZŽ, byla v březnu pozastavena a v červnu zcela zakázána. Dne 14. dubna byla pozastavena činnost OPZŽ v Parlamentu Ukrajiny. Dne 21. dubna vytvořilo 25 bývalých členů OPZŽ Platformu pro život a mír, v jejímž čele stojí bývalý spolupředseda OPZŽ Jurij Bojko.
Dne 17. července podala OPZŽ odvolání proti zákazu.

## Názory
Podle Jurije Bojka jsou ve skupině „poslanci ochotní pracovat na ochraně Ukrajiny, pomoci lidem a obnově naší země“.
Skupina podporuje vstup Ukrajiny do Evropské unie.
Před svým zákazem byla OPZŽ proruskou stranou a hlásila se k myšlenkám sociální demokracie.
Není jasné, zda se vnitropolitické názory bývalých členů OPZŽ od začátku invaze změnily, protože OPZŽ podporuje všechny vládní iniciativy, ale názory na zahraniční politiku se dramaticky změnily. OPZŽ opustila svůj euroskepticismus a nyní se zasazuje o evropskou integraci Ukrajiny.